# 기아 브리사
기아 브리사(Kia Brisa)는 기아산업(현 기아)이 그 동안의 노하우 축적을 통해 갖고 있던 자동차 기술로 만들어진 기아산업(현 기아) 최초의 후륜구동 승용차이자, 소하리 공장의 첫 양산 차종이다. 차명인 브리사(Brisa)는 스페인어로 '미풍' '산들바람'을 뜻하며, S-1000은 소하리 공장과 엔진 배기량 1,000cc라는 뜻이다. 

## 1세대

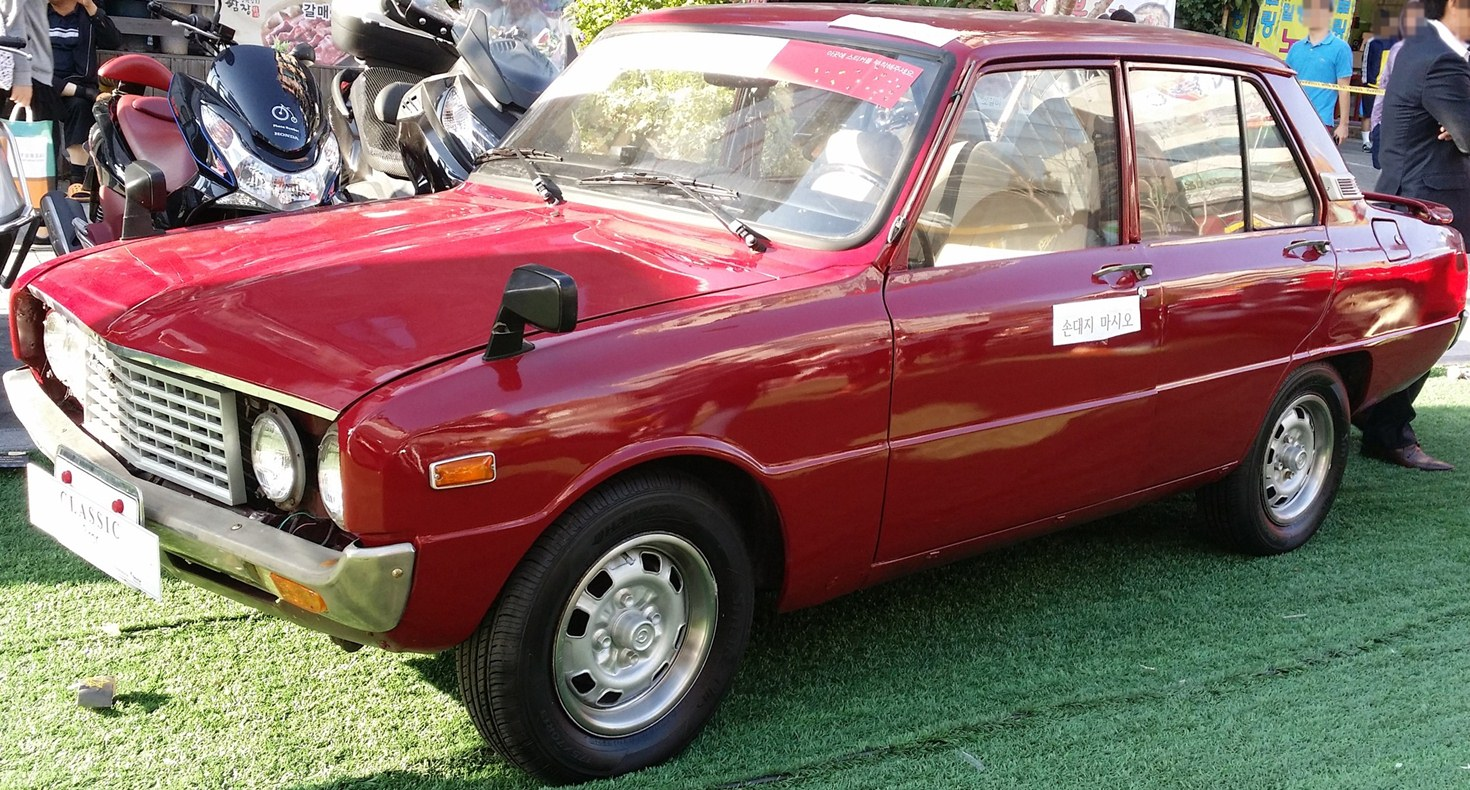
기아 브리사 (후기형) 정측면

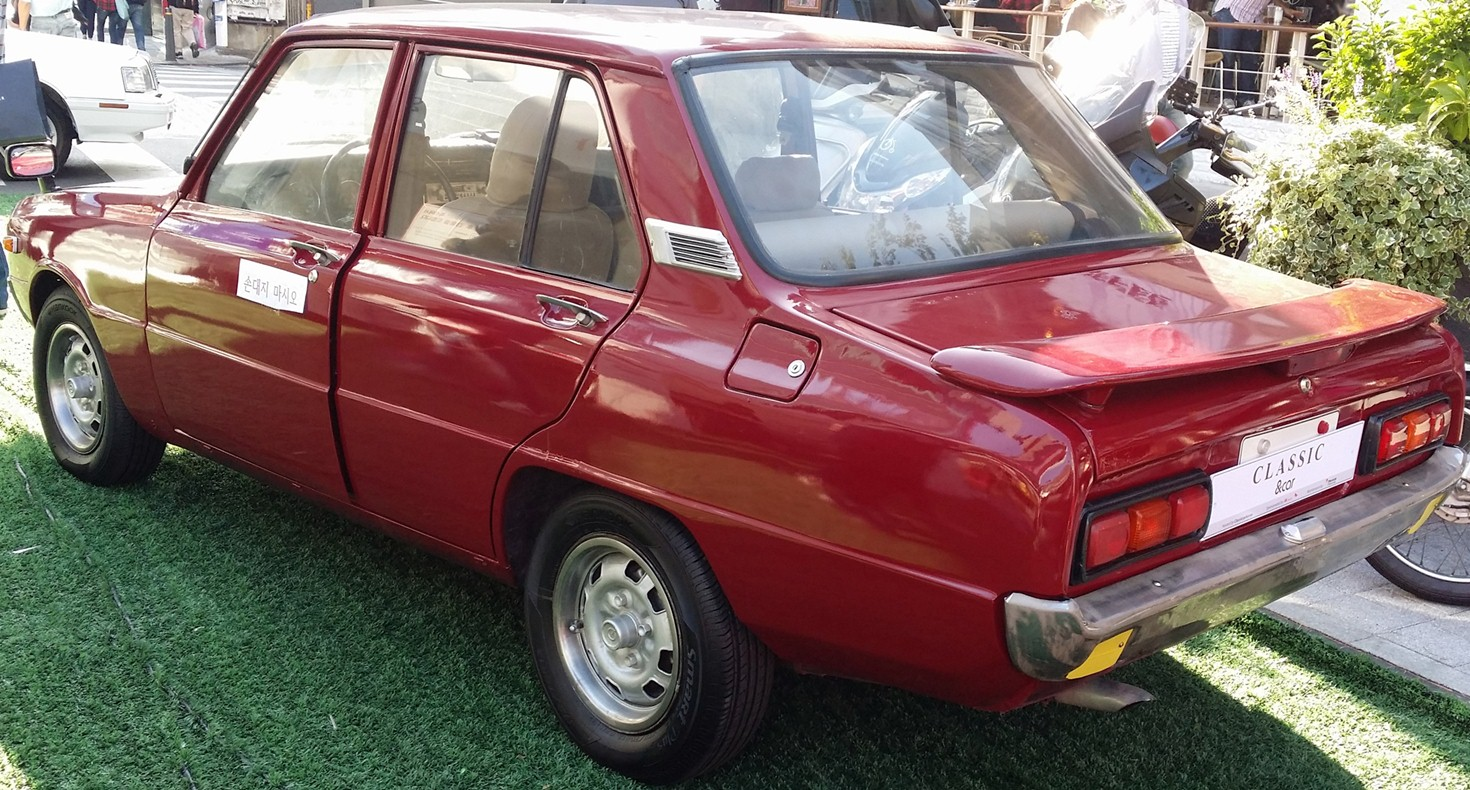
기아 브리사 (후기형) 후측면

1973년 8월에 적재량 500kg의 픽업 트럭이 먼저 출시되었고, 1974년 10월에 세단이 출시되었다. 마쓰다 패밀리아(3세대)를 베이스로 했으나, 국산화 비율을 90% 이상으로 높였다. 출시 직후에 큰 인기를 얻어 점차 판매량이 증가했다. 하지만 이후 포니의 등장으로 타격을 받았고, 포니에 대항하기 위해 1977년 1월에 브리사 Ⅱ, 1978년 6월에 스테이션 왜건을 근간으로 한 K-303을 선보였다. 브리사 Ⅱ와 K-303은 마쓰다 그랜드 패밀리아를 베이스로 제작되었으며, 당시 소형차로서는 대배기량이던 1,300cc TC형 가솔린 엔진을 장착했다. 이와 함께 기존 브리사에도 1,300cc 엔진을 장착했으며, 이 가솔린 엔진을 1.4리터로 사이즈업한 버전이 봉고 타운에 장착된 TX 엔진이다.
2.28 조치(자동차산업 합리화조치, 自動車産業合理化措置)로 기아산업이 승용차를 생산할 수 없게 되면서 브리사는 1981년 12월에 후속 차종 없이 강제로 단종되었다. 이 조치로 승용차에 장착할 수 없게 된 1.3리터 가솔린 엔진은 기아산업이 새한자동차에 공급하여 맵시 1300에 장착됐다. 자동차공업 합리화조치 때문에 기아산업은 승용차를 생산할 수 없게 되어 크게 경영난을 겪었다가, 승합차인 봉고를 내놓아 회생하게 된다. 1987년에 자동차산업 합리화조치가 해제됨에 따라 기아산업은 승용차 생산을 재개하게 되었고, 제휴선이었던 포드 및 마쓰다와 함께한 월드 카 프로젝트의 일환으로 나온 전륜구동 소형차인 프라이드가 기아자동차 소형차의 계보를 이어갔다. 브리사는 현재 노후화로 인해 10대 이하의 개체 수를 유지 중이다.
앞 보닛은 플립 프론트 방식이다.

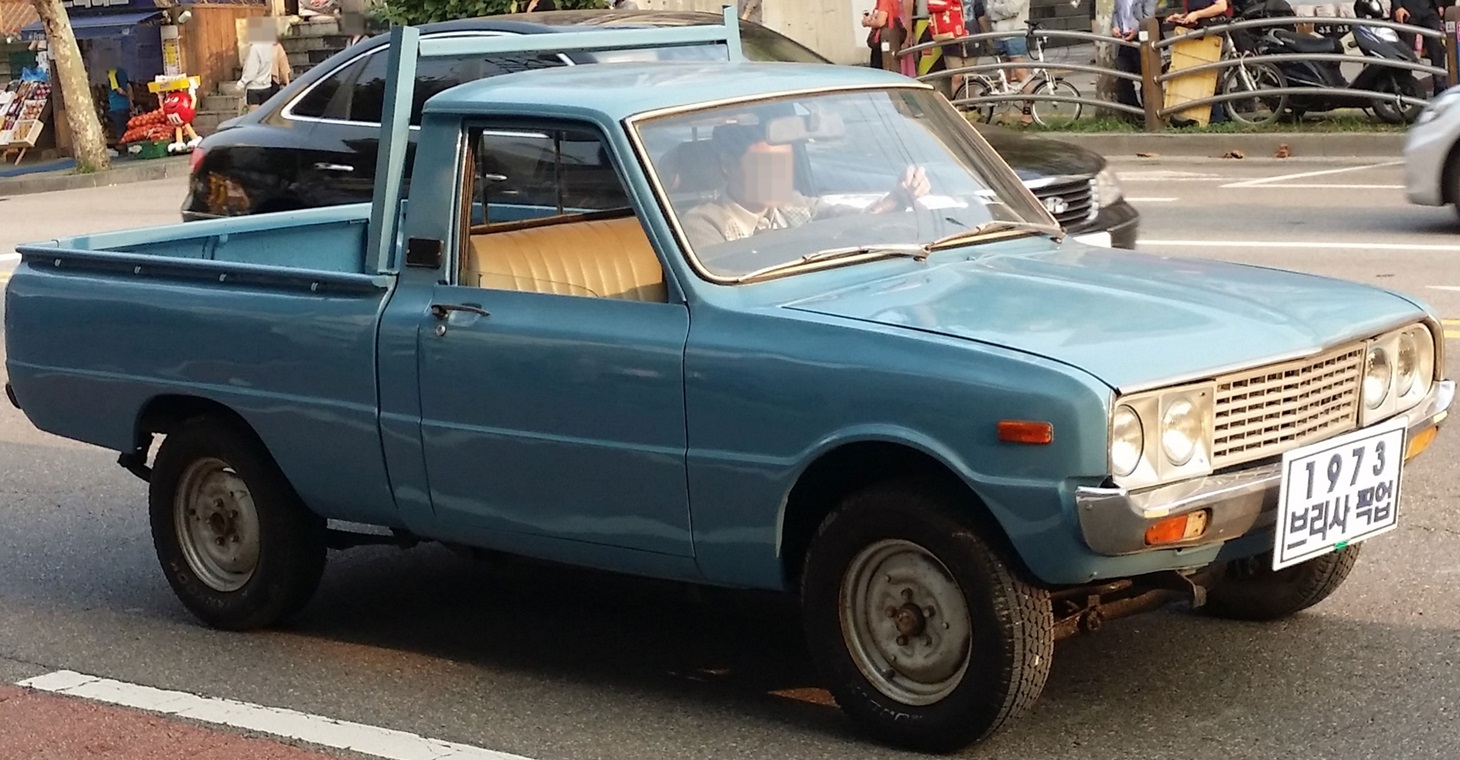
기아 브리사 픽업 (후기형) 정측면
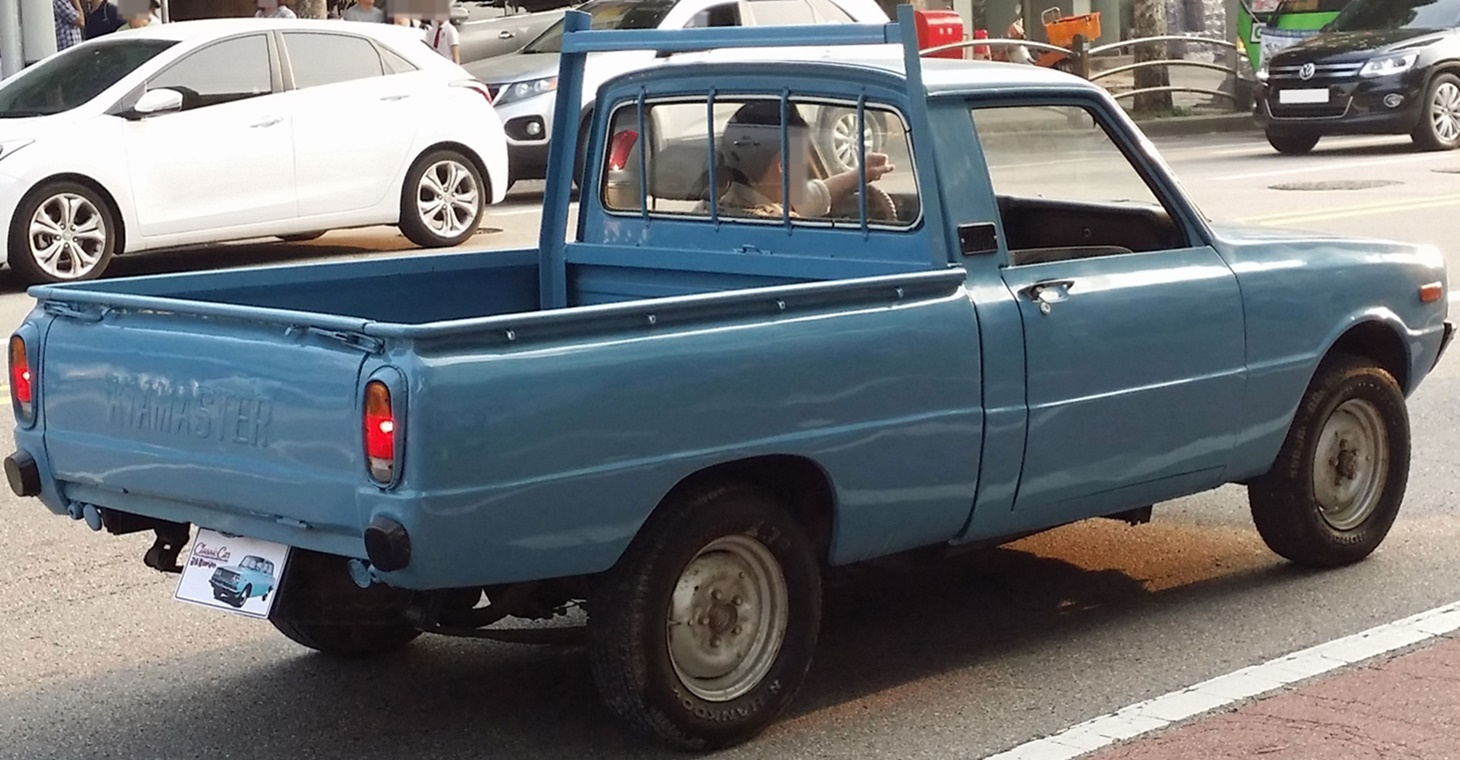
기아 브리사 픽업 (후기형) 후측면

## 역대 슬로건

### 1세대
- 가장 경제적인 승용차 (브리사)
- 하루2000원으로 유지됩니다. (브리사)
- 뛰어난 승차감/안정된 품위/정확한 제동력/편리한 운전으로 호평받고 있읍니다. (K303)

## 제원
- 전장(mm) : 3,875/3,970(K-303)/3,995(왜건)/4,075(브리사 Ⅱ)
- 전폭(mm) : 1,540/1,595(K-303, 왜건, 브리사 Ⅱ)
- 전고(mm) : 1,399/1,380(K-303, 브리사 Ⅱ)/1,405(왜건)
- 축거(mm) : 2,260/2,310(K-303, 왜건, 브리사 Ⅱ)
- 윤거(전, mm) : 1,245/1,295(K-303, 왜건, 브리사 Ⅱ)
- 윤거(후, mm) : 1,265/1,290(K-303, 왜건, 브리사 Ⅱ)
- 승차정원 : 2명(픽업)/5명

| 구분               | 1.0ℓ      | 1.3ℓ        |
| ------------------ | --------- | ----------- |
| 연료               | 가솔린    | 가솔린      |
| 배기량(cc)         | 985       | 1,272       |
| 최고출력(ps/rpm)   | 62/6,000  | 132 6000    |
| 최대토크(kg*m/rpm) | 8.1/3,500 | 29.5 /3,500 |

## 미디어 속의 브리사
- tvN의 드라마인 응답하라 1988에서는 2화에서 과거 회상 때 픽업 트럭이 소독차로 잠시 등장했다.
- 영화 택시운전사에서 주인공 만섭이 모는 택시로 등장하였다. 단, 대한민국에 남아 있는 브리사로는 촬영용 카메라를 지탱할 수 없어서, 일본에서 마쓰다 패밀리아를 공수한 후 개조하여 소품으로 활용했다. 해당 개조차량은 영화 1987에도 사용됐다.